# 马桥镇 (汝城县)
马桥镇为湖南省汝城縣下轄的一個镇，2012年4月由原马桥乡与外沙乡合并成立。2016年经建制村合并后辖16个建制村、2个社区，总面积185.7平方公里，总人口3.5万人，镇政府驻原马桥乡驻地马桥墟。
2012年4月合并前的马桥乡下辖13个村，其中以擁有4000多人的石泉村人口最多。乡政府驻于马桥村，同时，马桥亦是马桥乡唯一的集市。马桥拥有各类果林达三万多亩，一年四季果香四溢，有上好的萘李、桔子、水蜜桃、葡萄、杨梅、梨子、柿子、西瓜等种类繁多的水果。目前马桥乡的主要家作物是水稻，其次还有玉米、红薯、高梁、花豆、大豆、小米等多种农作物，同时由于本乡山地众多，也盛產茶油。
全乡平均海拔750多米，全乡最高点位于金宝村的雪山头，海拔1148米。全乡范围内拥有古村落多家，一系列未载入文物的古物，同时，红军长征时，朱德、陈毅曾于此留下过光辉的足迹。马桥乡现有全日制普通中学一所，中心小学一所，此外各村级小学12所。全乡气候四季适宜，冬暖夏凉，年平均气温15.5℃。目前全乡范围内工业系统还较原始，除一家大理石加工企业，系日资，但规模仍较小，所以全乡年税收很少。

## 行政区划
马桥镇下辖以下16个建制村和2个社区：
西览村、金宝村、烟竹村、杨家洞村、霞留村、蕉坪村、马桥村、石泉村、上流村、大油头村、梓洞村、小塘村和廊木村。

## 中国传统村落

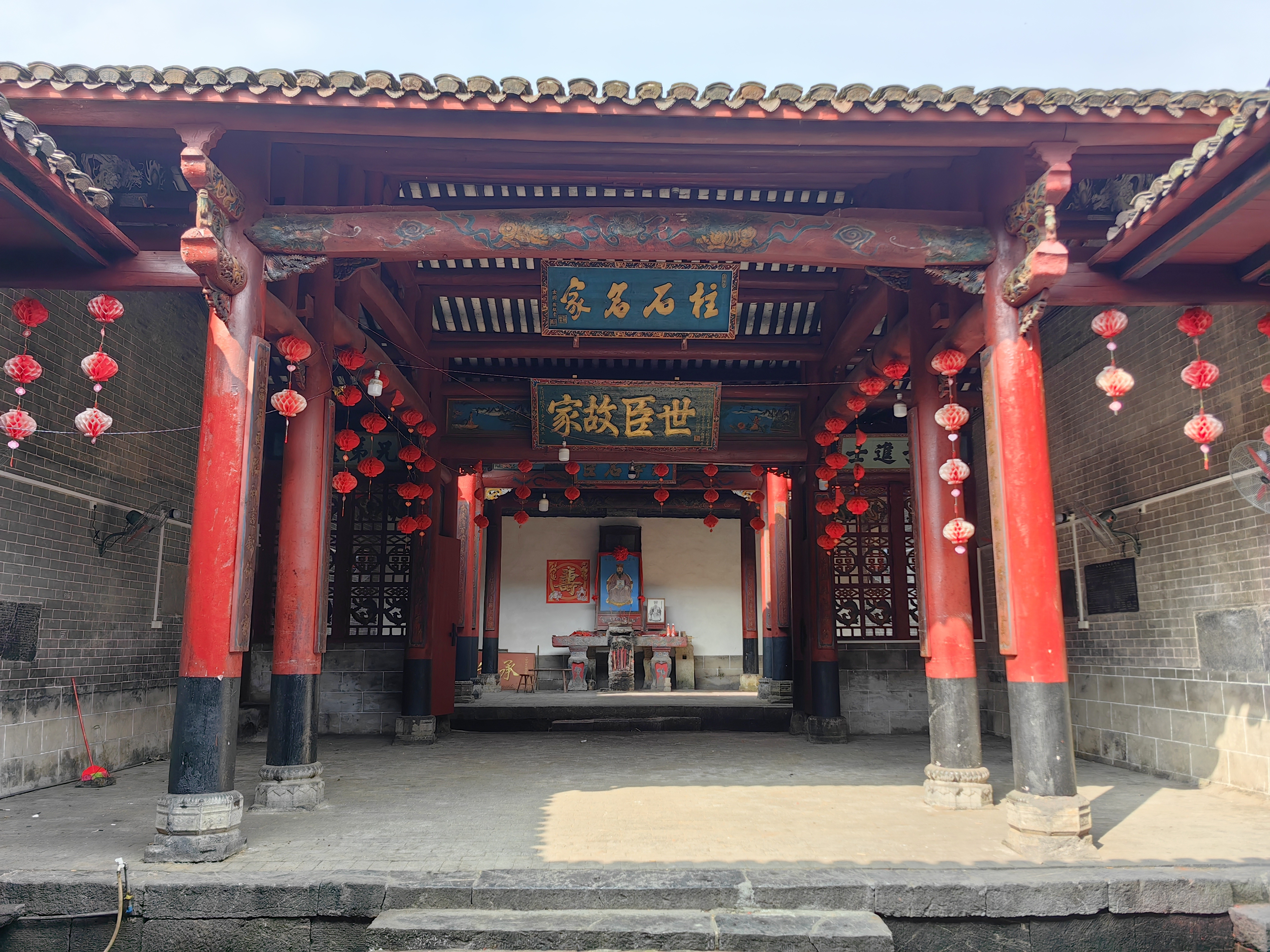
位于马桥外沙村的太保第

2013年8月，外沙村被评为第二批中国传统村落。